# Linus Gerdemann
Linus Gerdemann (ur. 16 września 1982 w Münsterze) – niemiecki kolarz szosowy. Obecnie jest zawodnikiem grupy RadioShack-Nissan-Trek.
Po tym, jak jeździł dla amatorskich drużyn Team Winfix oraz Team AKUD Arnolds Sicherheit, w 2005 przeszedł na zawodowstwo, podpisując 2-letni kontrakt z duńskim Team CSC. Już w pierwszym roku wśród zawodowców Gerdemann wygrał 7. etap wyścigu Tour de Suisse. Pod koniec 2005 uzgodnił nowy kontrakt z drużyną T-Mobile, który miał się rozpocząć od 2006, w związku z czym szef jego dotychczasowej drużyny, Bjarne Riis, musiał go zwolnić z umowy.
Jego największym sukcesem było zwycięstwo w 7. etapie Tour de France 14 lipca 2007, z Bourg-en-Bresse do Le Grand-Bornand. To zwycięstwo dało mu prowadzenie w klasyfikacji generalnej i młodzieżowej. Został też wybrany jako najbardziej waleczny kolarz tego etapu. Dzień później stracił koszulkę lidera na rzecz Michaela Rasmussena (Rabobank), a na następnym etapie koszulkę najlepszego młodzieżowca, którą zdobył Alberto Contador z drużyny Discovery Channel. Cały wyścig zakończył na 36 miejscu ze stratą godziny, 30 minut i 47 sekund. W klasyfikacji młodzieżowej zajął 7 lokatę.
W 2008 roku wygrał Deutschland Tour.